# Ginástica nos Jogos Pan-Americanos de 1975
A ginástica nos Jogos Pan-americanos de 1975 foi realizada na Cidade do México, México, pela segunda vez. Bem como em todas as outras edições anteriores, apenas a ginástica artística foi disputada.

## Eventos
- Individual geral masculino
- Equipes masculino
- Solo masculino
- Barra fixa
- Barras paralelas
- Cavalo com alças
- Argolas
- Salto sobre a mesa masculino
- Individual geral feminino
- Salto sobre a mesa feminino
- Barras assimétricas
- Trave
- Solo feminino

## Medalhistas
Masculino
| Evento           | Ouro                         | Prata           | Bronze          |
| Equipe           | Estados Unidos               | Cuba            | México          |
| Individual geral | Jorge Cuervo                 | Roberto Richard | Kurt Thomas     |
| Argolas          | Jorge Cuervo Roberto Richard | nenhum          | Bart Conner     |
| Barra fixa       | Jorge Cuervo                 | Gene Whelan     | Kurt Thomas     |
| Barras paralelas | Roberto Richard              | Gene Whelan     | Jorge Cuervo    |
| Cavalo com alças | Roberto Richard              | Kurt Thomas     | Gene Whelan     |
| Salto            | Jorge Cuervo                 | Kurt Thomas     | Marshall Avener |
| Solo             | Peter Kormann                | Jorge Cuervo    | Bart Conner     |

Feminino
| Evento              | Ouro                    | Prata          | Bronze                         |
| Equipe              | Estados Unidos          | Cuba           | México                         |
| Individual geral    | Ann Carr                | Roxanne Pierce | Kolleen Casey                  |
| Barras assimétricas | Ann Carr Roxanne Pierce | nenhuma        | Diane Dunbar                   |
| Salto               | Kolleen Casey           | Debbie Willcox | Roxanne Pierce                 |
| Solo                | Ann Carr                | Kathy Howard   | Vicenta Cruzata Roxanne Pierce |
| Trave               | Ann Carr                | Kolleen Casey  | Roxanne Pierce                 |

## Quadro de medalhas
| Ordem | País           | Medalha de ouro | Medalha de prata | Medalha de bronze |    |
| ----- | -------------- | --------------- | ---------------- | ----------------- | -- |
| 1     | Estados Unidos | 9               | 8                | 11                | 28 |
| 2     | Cuba           | 7               | 4                | 2                 | 13 |
| 3     | México         | 0               | 0                | 2                 | 2  |
| TOTAL | TOTAL          | 16              | 12               | 15                | 43 |